# MARS Group
[The] Modern Architectural Research Group, ori MARS Group, sau Grupul MARS, a fost un think tank britanic arhitectural fondat în 1933 de către mai mulți arhitecți și critici de arhitectură proeminenți implicați în mișcarea modernistă și aplicarea acesteia la varianta britanică a așa numitului stil internaţional. De fapt, Grupul MARS a fost creat după ce existaseră anterior mai multe încercări de a crea o organizație profesională care să grupeze arhitecții moderniști ai Marii Britanii similară cu altele create pe continent, cum era de pildă Union des Artistes Modernes din Franța.
Grupul a început să formeze atunci când Sigfried Giedion, cunoscut și influent autor și critic de artă al Congresului internațional al arhitecturii moderne l-a rugat pe Morton Shand să ansambleze un grup care să reprezinte britanicii la congresele CIAM. Shand, alături de Wells Coates, i-au ales pe Maxwell Fry și F. R. S. Yorke, ca împreună să fie membri fondatori ai grupului. Lor li s-a alăturat curând și doi membri ai Tecton, un alt grup arhitectural, inginerul structuralist Ove Arup și John Betjeman, un poet și autor al unor articole în revista Architectural Review. În vremurile sale cele mai bune, grupul număra 58 de persoane. Cel mai mare succes al MARS Group a fost cel din 1938, încununat de o expoziție foarte apreciată, ținută la New Burlington Galleries, care din păcate, i-a lăsat cu mari datorii.
După cel de-al doilea război mondial, grupul, precum întreaga mișcare a arhitecturii moderniste, respectiv a stilului internațional din arhitectură, a pierdut mult teren, declinul acesteia accentuându-se în a doua jumătate a deceniului 1951 - 1960, o dată cu ascensiunea brutalismului, respectiv ulterior a apariției primelor semne ale deconstructivismului. Membri grupului au început să-l părăsească treptat, invocând diferențe de creativitate și abordare a temelor arhitecturale, după care MARS a ajuns practic în pragul autodizolvării în 1957.